# Festuca sinensis
Festuca sinensis là một loài thực vật có hoa trong họ Hòa thảo. Loài này được Keng f. ex E.B.Alexeev mô tả khoa học đầu tiên năm 1988.